# Американо-финляндские отношения
Американо-финляндские отношения — двусторонние дипломатические отношения между США и Финляндии.

## История
Соединенные Штаты установили дипломатические отношения с Финляндией в 1919 году, после того как она провозгласила свою независимость от Российской империи в 1917 году. В 1944 году Соединенные Штаты разорвали дипломатические отношения с Финляндией во время Второй мировой войны, в связи с альянсом финнов с гитлеровской Германией. В 1945 году США и Финляндией возобновили дипломатические отношения. Финляндия граничит на востоке с Россией (с бывшим Советским Союзом до 1991 года) и в связи с этим представляла особую важность для Соединенных Штатов во времена Холодной войны. До распада Советского Союза в 1991 году внешняя политика США заключалась в поддержке финского нейтралитета, но при сохранении и укреплении исторических, культурных и экономических связей финнов с Западом. В 1994 году Финляндия присоединилась к программе НАТО «Партнёрство ради мира».
Финляндия имеет своё посольство в Вашингтоне и генеральные консульства в Нью-Йорке и Лос-Анджелесе. Послом Финляндии в США является Кирсти Кауппи (с 2015).
США имеет своё посольство в Хельсинки. Послом США в Финляндии является Роберт Пенс (с 2018).
После вступления Финляднии в НАТО, вызванное российским вторжением в Украину, между США и Финляндией было подписано соглашение о сотрудничестве в области обороны (Defence Cooperation Agreement — DCA).

## Торговля
Финляндия приветствует иностранные инвестиции. Экспорт из США в Финляндию: техника, телекоммуникационное оборудование, металлы, транспортные средства и транспортное оборудование, компьютеры, программное обеспечение, химические вещества, медицинское оборудование и другие сельскохозяйственные продукты. Импорт из Финляндии в Соединенные Штаты: электроника, машины, корабли и катера, бумага и картон, нефтепродукты и телекоммуникационное оборудование. Финляндия участвует в программе безвизового въезда, которая позволяет гражданам стран-участниц пребывать в США без визы до 90 суток.